# Frederico Rosa
Frederico Nobre Rosa (Castro Verde, 6 de abril de 1957-17 de fevereiro de 2019) foi um futebolista português.

## Carreira
A sua carreira como jogador está muito ligada ao Boavista, clube que defendeu por oito anos. Disputou duzentas partidas e marcou nove golos com a camisa xadrez.
Tendo começado a carreira no Benfica, no ano de 1979, actuou também pelo Vitória de Guimarães e Estrela da Amadora. Encerrou a carreira aos 38 anos, em 1995, jogando pelo Leixões.

## Selecção
Frederico, que também actuou pela Selecção de Portugal por cinco anos, tendo inclusive disputado a Campeonato do Mundo de 1986.